# Prawa Ściekwa

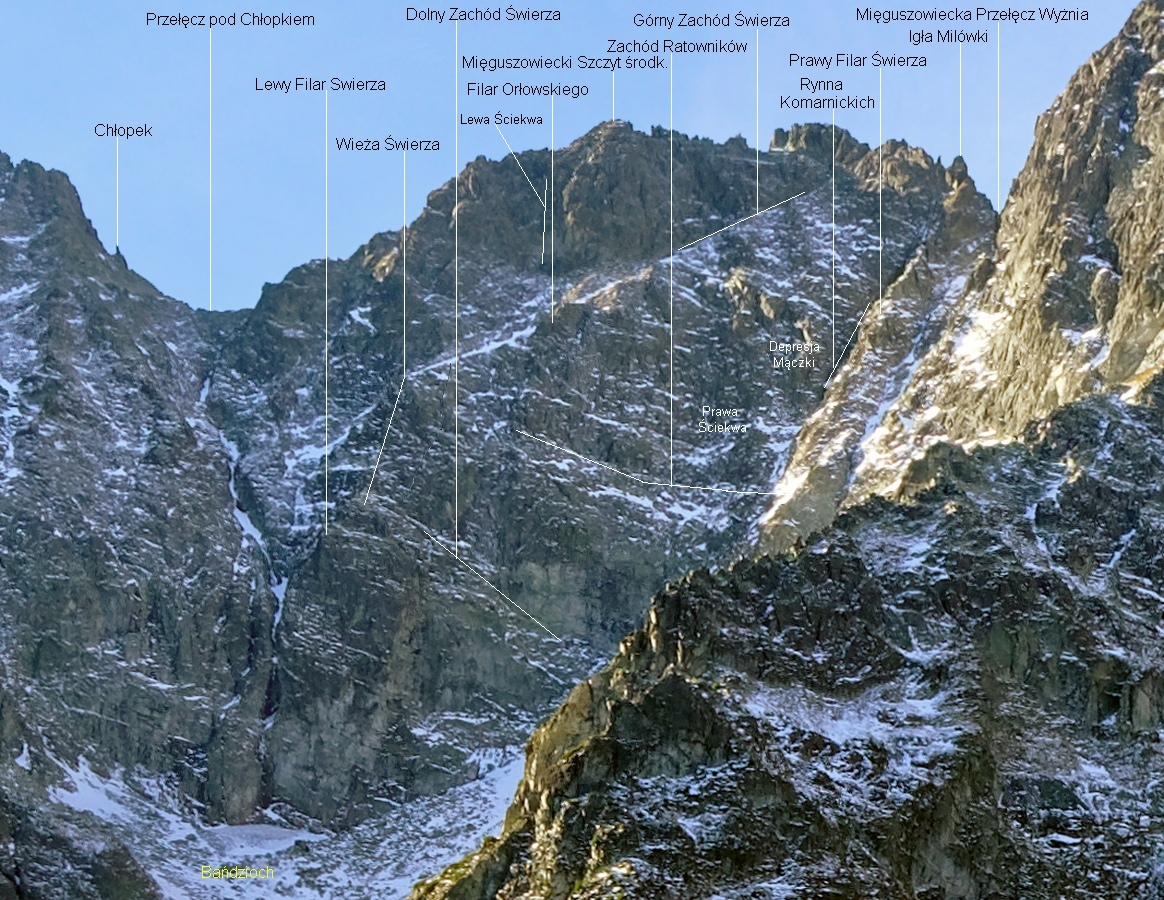

Prawa Ściekwa – płytka depresja na północno-wschodniej ścianie Mięguszowieckiego Szczytu Pośredniego w Tatrach Polskich. Znajduje się powyżej Zachodu Ratowników i opada z Górnego Zachodu Swierza do Rynny Komarnickich.
Władysław Cywiński pisze o niej, że nie zasługuje na nazwę żlebu ani rynny. Nazwę nadano jej w okresie, gdy w nazewnictwie tatrzańskim zwalczano germanizmy. Stanisław Eljasz-Radzikowski pisał, że niemieckiego pochodzenia wyraz rynna może być zastąpiony wyrazami wytoka, koryto lub ściekwa. Andrzej Michnowski, autor pierwszego nią przejścia podchwycił ten pomysł i utworzył nazwy Prawa Ściekwa i Lewa Ściekwa.
Prawą Ściekwą prowadzi droga wspinaczkowa o tej samej nazwie (V+ w skali tatrzańskiej, czas przejścia 5 godz.).